# Skriveni širk
Širk u islamskom naukovanju je najgori grijeh. U suprotnosti je s tevhidom koji predstavlja najznačajniji koncept u islamu prema kojemu je Alah (Bog) jedan i jedinstven. Širk bi prema tome bio smatranje da netko ili nešto ima istu moć kao Uzvišeni Alah. Islamski učenjaci smatraju da je pravilno širk dijeliti na veliki i mali širk, te da skriveni širk može biti i mali i veliki širk, no pojedini ga smatraju trećom vrstom širka. 
Veliki širk znači poistovjećivanje stvorenja sa Stvoriteljem u Njegovim svojstvima. A mali širk je svako djelo kojeg šerijatski tekstovi nazivaju širkom ali ne doseže stupanj velikog širka. Primjer skrivenog širka može biti kada čovjek dolazi u džamiju, bori se na Alahovom putu ili dijeli sadaku samo zato da bi ga drugi vidjeli; uči lijepo Kuran samo zato da bi mu drugi rekli kako ima lijep glas; pomaže drugima ili radi za džemat, ali samo zato da bi ga drugi pohvalili i tome slično. To su djela u kojima nema iskrenosti, koja su zasnovana na pogrešnom nijetu i koja će, kao takva, sigurno propasti.
Prorok Muhamed reče: